# 고스트라이터 (드라마)
《고스트라이터》(일본어: ゴーストライター)는 2015년 1월 13일부터 3월 17일까지 매주 화요일 21:00 ~ 21:54에, 후지 TV 계열의 〈화요일 21시 시간대〉에서 방송된 일본의 텔레비전 드라마이다. 주연은 나카타니 미키.

## 캐스트

### 주인공
토오노 리사 - 나카타니 미키 (고교 시절:사이토 나오)
소설가.

### 소설가 토오노 리사의 주변 인물
카와하라 유키 - 미즈카와 아사미
리사의 어시스턴트.
타우라 미스즈 - 키무라 미도리코
리사의 비서.
토오노 타이키 - 타카스기 마히로
리사의 아들.
토오노 모토코 - 에나미 쿄코
리사의 어머니.

### 출판사

#### 편집부
오다 후토 - 미우라 쇼헤이
문예지 편집 담당.
츠카다 마나미 - 나나오
문예지 편집 담당.
츠보타 토모유키 - 미즈하시 켄지
문예지 부편집장.
칸자키 유지 - 타나카 테츠시
문예지 편집장.

#### 그 외 관계자
오카노 신야 - 하바 유이치
단행본 편집장.
토리카이 마사요시 - 이시바시 료
상무.

### 유키의 관계자
오자키 히로야스 - 코야나기 유
유키의 약혼자. 〈요코타 리스 나가노 영업소〉 사장.
이시이 유리코 - 미쿠
유키와 히로야스의 친구.

## 스태프
- 각본 - 하시베 아츠코
- 음악 - 마나베 아키히로, 사사노 메구미, 토쿠다 마사히로, 스에히로 켄이치로
- 연출 - 히지카타 마사토, 사토 겐타, 야마우치 다이스케
- 주제가 - androp 〈Ghost〉 (워너 뮤직 재팬/unBORDE/respire)
- 오프닝 테마 - 미우라 다이치 〈Unlock〉 (SONIC GROOVE)
- 스턴트 코디네이터 - 켄모치 마코토
- 편성 기획 - 마스모토 준
- 프로듀스 - 코바야시 히로시
- 제작 - 후지 TV
- 제작 저작 - 쿄도 TV

## 방송 일자
| 제1화                                                      | 2015년 1월 13일 | 죄에의 초읽기~거짓인 나날의 시작                       | 히지카타 마사토   | 10.5% |
| 제2화                                                      | 1월 20일        | 꿈인가 결혼인가, 그렇지 않으면 거짓말인가…수렁의 결단  | 히지카타 마사토   | 9.2%  |
| 제3화                                                      | 1월 27일        | 덫인가, 찬스인가, 데뷔의 달콤한 유혹                   | 사토 겐타         | 8.7%  |
| 제4화                                                      | 2월 3일         | 원고를 주세요…사라진 천재 작가의 명예                  | 야마우치 다이스케 | 7.6%  |
| 제5화                                                      | 2월 10일        | 무대에 올라간 고스트. 역습의 시작                      | 사토 겐타         | 7.0%  |
| 제6화                                                      | 2월 17일        | 저는 진실을 말합니다…거짓말쟁이에게 내려지는 법의 심판 | 히지카타 마사토   | 7.9%  |
| 제7화                                                      | 2월 24일        | 나는 사라지고 싶다…승리의 시나리오의 결말              | 야마우치 다이스케 | 8.9%  |
| 제8화                                                      | 3월 3일         | 작가·토오노 리사의 죽음. 되살아나는 젊은 재능          | 히지카타 마사토   | 8.6%  |
| 제9화                                                      | 3월 10일        | 천재는 돌아오는 것인가? 따분하고 평화로운 나날의 끝에  | 사토 겐타         | 8.7%  |
| 최종화                                                     | 3월 17일        | 최종회·여왕의 귀환. 죄 깊은 두 여자의 역습             | 히지카타 마사토   | 9.2%  |
| 평균 시청률 8.6% (시청률은 칸토 지구·비디오 리서치사 조사) |                 |                                                        |                   |       |